# Schleifbrandprüfung
Schleifbrandprüfung ist ein Prüfverfahren zur Vermeidung von Ausfällen, hervorgerufen durch Fertigungsfehler beim Schleifen von Zahnrädern.

## Grund für die Prüfung
Für die Herstellung von sehr präzisen Oberflächen auf Zahnrad-Flanken wird als Fertigungsverfahren das Profil-Schleifen eingesetzt. Beim Schleifverfahren kann es durch ungünstige Prozessführung (z. B. zu großer Vorschub, zu hoher Anpressdruck) zu mehr oder minder großen Zonen örtlicher Überhitzung kommen. Die lokale Überhitzung kann Anlassvorgänge oder Neuhärtezonen hervorrufen, welche später zu vorzeitigen Ausfällen führen können.

## Geschichte
Die „American Gear Manufacturer’s Association“ AGMA legte  im Jahr 1963 ein Verfahren für die Schleifbrandprüfung fest. Auch das amerikanische Militär normte ein Verfahren für die „Temper Etch Inspection“ auf Basis der Oberflächen-Anätzung mit Salpetersäure. In Europa kam das Verfahren erst später zur Anwendung.

## Prüfverfahren

### Nitalätzung

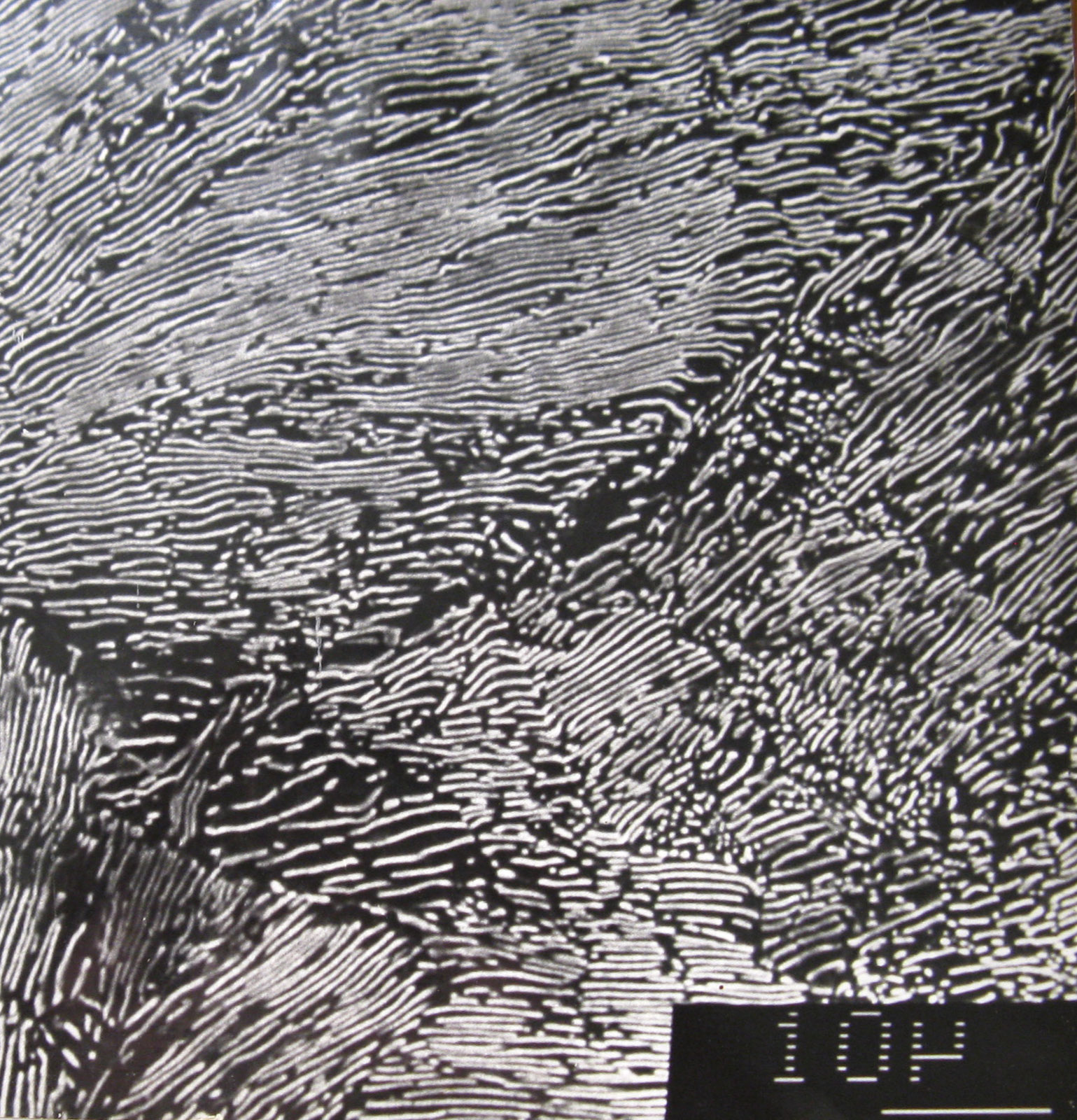
Laminares Perlit in einem eutektischen (0,8 % Kohlenstoff) Stahl nach dem Glühen, sichtbar gemacht durch Nitalätzung

Nitalätzung: Zur Beurteilung der Randzonenqualität hartfein bearbeiteter Bauteile stellt die Nitalätzung eine der ältesten und noch immer häufig verwendete Prüfmethode dar. Die Schleifbrandprüfung an den Werkstücken erfolgt entsprechend der ANSI/AGMA-Norm 2007 bzw. ISO-Norm 14104 durch Ätzung im Tauchbad. Es ist die in der Praxis dominierende zerstörungsfreie Schleifbrandprüfung, sowohl in der Produktion als auch in der Forschung – eine sehr sichere Methode, um Schleifbrand zu erkennen. Die schleifbrandbetroffenen Zonen der Werkstücke nehmen nach dem Durchführen des Verfahrens eine dunkle Färbung an.

### Barkhausenrauschen
Barkhausenrauschen: Wenn ein Stück Stahl durch ein externes Wechselfeld magnetisiert wird, folgt die Magnetflussänderung einer Hystereseschleife. Auf den ersten Blick scheint die Kurve glatt zu verlaufen, aber bei genauerer Betrachtung stellt sich heraus, dass sie eigentlich aus inkrementellen Änderungen (Sprüngen) besteht. Wird eine Spule nahe der Oberfläche des Werkstücks platziert, so wird in der Spule ein pulsähnliches Signal erzeugt. Solche in massivem Material erzeugten Impulse bilden ein rauschähnliches Signal mit breitem Spektrum, das sogenannte „Barkhausenrauschen“. Die Mikrostruktur eines Bauteils und die Restspannungen an dessen Oberfläche können durch Messungen der Intensität des Barkhausenrauschens ausgewertet werden. Spannung erhöht die Intensität des Barkhausenrauschens (Magnetischer Barkhausen-Effekt) und Druck senkt sie. Je größer die Härte, desto geringer das gemessene Rauschsignal.

### Oberflächenrissprüfung
Oberflächenrissprüfung (fluxen): Oberflächen-Rissprüfung nach dem Magnetpulververfahren ist mit allen ferromagnetischen Werkstoffen, deren Leitfähigkeit > 100 μ beträgt, möglich. Erkannt werden Risse an der Oberfläche, deren Verhältnis von Breite – Tiefe – Länge ≥ 1 – 10 – 100 ist. Der zu prüfende Werkstoff wird magnetisiert. Die entstandenen Feldlinien verlaufen parallel zur Oberfläche. Querverlaufende Risse erzeugen ein magnetisches Streufeld. Es bilden sich Magnetpole, welche das auf der Oberfläche verteilte Magnetpulver anziehen. Parallelverlaufende Risse werden nicht erkannt.

## Normen
- ANSI/AGMA 2007-C00  Surface Temper Etch Inspection After Grinding
- MIL-STD-867         Temper Etch Inspection
- ISO14104            Zahnräder - Schleifbrandprüfung